# Saint-Michel (Aisne)
Saint-Michel és un municipi francès situat al departament de l'Aisne i a la regió dels Alts de França. L'any 2007 tenia 3.521 habitants.

## Demografia

### Població
El 2007 la població de fet de Saint-Michel era de 3.521 persones. Hi havia 1.393 famílies de les quals 450 eren unipersonals (183 homes vivint sols i 267 dones vivint soles), 378 parelles sense fills, 422 parelles amb fills i 143 famílies monoparentals amb fills.
La població ha evolucionat segons el següent gràfic:
Habitants censats

### Habitatges
El 2007 hi havia 1.587 habitatges, 1.439 eren l'habitatge principal de la família, 21 eren segones residències i 127 estaven desocupats. 1.338 eren cases i 216 eren apartaments. Dels 1.439 habitatges principals, 918 estaven ocupats pels seus propietaris, 468 estaven llogats i ocupats pels llogaters i 53 estaven cedits a títol gratuït; 43 tenien una cambra, 108 en tenien dues, 317 en tenien tres, 404 en tenien quatre i 567 en tenien cinc o més. 818 habitatges disposaven pel capbaix d'una plaça de pàrquing. A 783 habitatges hi havia un automòbil i a 339 n'hi havia dos o més.

### Piràmide de població
La piràmide de població per edats i sexe el 2009 era:
| Homes | Edats   | Dones |
| ----- | ------- | ----- |
| 0     | 95 o +  | 0     |
| 0     | 90 a 94 | 16    |
| 12    | 85 a 89 | 28    |
| 24    | 80 a 84 | 40    |
| 52    | 75 a 79 | 76    |
| 68    | 70 a 74 | 76    |
| 64    | 65 a 69 | 80    |
| 92    | 60 a 64 | 116   |
| 84    | 55 a 59 | 92    |
| 136   | 50 a 54 | 132   |
| 164   | 45 a 49 | 160   |
| 164   | 40 a 44 | 96    |
| 100   | 35 a 39 | 120   |
| 104   | 30 a 34 | 120   |
| 136   | 25 a 29 | 144   |
| 116   | 20 a 24 | 80    |
| 136   | 15 a 19 | 132   |
| 124   | 10 a 14 | 116   |
| 112   | 5 a 9   | 156   |
| 92    | 0 a 4   | 88    |

## Economia
El 2007 la població en edat de treballar era de 2.261 persones, 1.434 eren actives i 827 eren inactives. De les 1.434 persones actives 1.164 estaven ocupades (699 homes i 465 dones) i 269 estaven aturades (138 homes i 131 dones). De les 827 persones inactives 250 estaven jubilades, 175 estaven estudiant i 402 estaven classificades com a «altres inactius».

### Ingressos
El 2009 a Saint-Michel hi havia 1.422 unitats fiscals que integraven 3.459,5 persones, la mediana anual d'ingressos fiscals per persona era de 12.523 €.

### Activitats econòmiques
Dels 71 establiments que hi havia el 2007, 5 eren d'empreses alimentàries, 1 d'una empresa de fabricació d'elements pel transport, 6 d'empreses de fabricació d'altres productes industrials, 13 d'empreses de construcció, 17 d'empreses de comerç i reparació d'automòbils, 4 d'empreses de transport, 5 d'empreses d'hostatgeria i restauració, 2 d'empreses financeres, 1 d'una empresa immobiliària, 4 d'empreses de serveis, 9 d'entitats de l'administració pública i 4 d'empreses classificades com a «altres activitats de serveis».
Dels 23 establiments de servei als particulars que hi havia el 2009, 1 era una oficina de correu, 3 tallers de reparació d'automòbils i de material agrícola, 1 autoescola, 1 paleta, 1 guixaire pintor, 1 fusteria, 5 lampisteries, 2 electricistes, 2 empreses de construcció, 2 perruqueries, 2 veterinaris i 2 restaurants.
Dels 8 establiments comercials que hi havia el 2009, 1 era un hipermercat, 4 fleques, 1 una fleca, 1 una peixateria i 1 una joieria.
L'any 2000 a Saint-Michel hi havia 32 explotacions agrícoles que ocupaven un total de 1.786 hectàrees.

## Equipaments sanitaris i escolars
El 2009 hi havia 2 farmàcies i 1 ambulància.
El 2009 hi havia 1 escola maternal i 1 escola elemental. Saint-Michel disposava d'un col·legi d'educació secundària amb 245 alumnes.

## Poblacions més properes
El següent diagrama mostra les poblacions més properes.